# Pelecopsis flava
Espèce
Pelecopsis flava est une espèce d'araignées aranéomorphes de la famille des Linyphiidae.

## Distribution
Cette espèce se rencontre en Ouganda et au Congo-Kinshasa.

## Publication originale
- Holm, 1962 : The spider fauna of the East African mountains. Part I: Fam. Erigonidae. Zoologiska Bidrag från Uppsala, vol. 35, p. 19-204.